# Catène de Containers
Catène de Containers est une sculpture au Havre, en France. Son créateur est Vincent Ganivet.

## Situation et contexte urbain
La Catène de Containers est située dans un endroit bien visible près de l'entrée du port du Havre et dans le centre-ville. Elle se trouve dans l'axe de la rue de Paris, au sud de celle-ci. La rue de Paris est l’une des rues principales et historiques du Havre. Située dans le centre-ville, elle est jalonnée de plusieurs édifices remarquables tels que l'hôtel-de-ville au nord, le Volcan, le monument aux morts, la cathédrale. Elle joue un rôle central dans la vie de la cité normande et relie notamment le centre-ville à la mer.
La Catène de Containers se trouve quai Southampton, près du terminal d'Irlande, dans une zone récemment transformée par la municipalité. Elle est posée directement sur un pelouse naturelle, dans un espace dégagé.
La sculpture, inaugurée le 27 mai 2017, est rapidement devenue un point de repère au Havre,. Elle est visible depuis l'hôtel-de-ville mais aussi du terminal de croisières, par où arrivent les voyageurs et les paquebots. Elle occupe une position d'interface entre le port et la ville.

## Histoire et contexte
La sculpture a été créée en 2017 par Vincent Ganivet pour marquer le 500e anniversaire du port. Elle s'inscrit dans le cadre du festival « Un été au Havre », qui a lieu tous les ans depuis 2017 et qui permet à des artistes d'exposer leurs œuvres. Elle a bénéficié du soutien de Vinci Construction et de sa filiale GTM Normandie Centre.
La ville du Havre, comme d'autres villes du monde, cherche à transformer ces quartiers en des espaces plus vivants et attractifs. L’intégration de l’art contemporain dans les villes répond à divers objectifs, allant de la revitalisation de quartiers à la sensibilisation des habitants à des questions sociales ou environnementales. La Catène des containers est l'un des éléments de cette politique d'embellissement et d'affirmation de l'identité du Havre. Elle renforce l'attractivité touristique de la ville.

## Analyse et description
L'œuvre se compose de conteneurs maritimes colorés disposés en deux arches. L'un des arcs, composé de 21 conteneurs, haut et raide, relie un arc plat plus petit composé de 15 conteneurs. La forme et la couleur des conteneurs donnent l'impression d'utiliser de grands blocs de construction. La technique utilisée est celle de l'assemblage : l'artiste prend des conteneurs et les réunit afin de créer une œuvre. Cette technique permet de passer d'éléments rectilignes et en forme de parallélépipèdes, à un ensemble courbe.
Les conteneurs sont assemblés pour former deux arches : l'une basse qui s'engagent sous une autre plus haute, créant ainsi des zones de vide. Les visiteurs peuvent ainsi passer sous l'arche afin d'avoir des points de vue multiples sur l'œuvre. Les couleurs, chaudes et froides, participent à l’aspect ludique et visuellement dynamique de l’œuvre. Les éléments extérieurs des containers sont laissés par l'artiste, ce qui donne à chaque pièce une texture particulière. Les conteneurs sont fabriqués en acier inoxydable, ce qui permet de résister aux conditions climatiques. Dans le commerce maritime, les conteneurs sont souvent peints dans des couleurs vives pour faciliter leur identification. Les couleurs varient selon les compagnies maritimes et la peinture peut inclure des marquages graphiques ou le logo de la compagnie de transport : Vincent Ganivet a utilisé des conteneurs neutres, sans élément d'identification particulier. Il a laissé les deux portes aux extrémités. Les côtés ont une texture ondulée ce qui donne du relief à chaque pièce. On peut également voir les renforts à intervalles réguliers, qui contribuent à la solidité de chaque containers.
La sculpture pèse 288 tonnes et atteint une hauteur de 28,5 mètres : ses dimensions sont monumentales. Elle n'a pas de support et utilise le principe de la chaînette mis en œuvre dès 1882 par l'architecte Antoni Gaudí à la Sagrada Família à Barcelone, selon lequel les forces et les tensions d'une chaîne sont utilisées pour le soutien d'un arc.
Le nom Catène de Containers vient du mot latin catena (chaîne) et signifie chaîne de conteneurs. Il s'agit d'une double allusion, d'une part au principe de la chaînette renversée utilisé pour la construction et, d'autre part, à la chaîne d'approvisionnement, dans laquelle se trouvent également les conteneurs et, finalement, le port.

## Art, ruptures, continuités

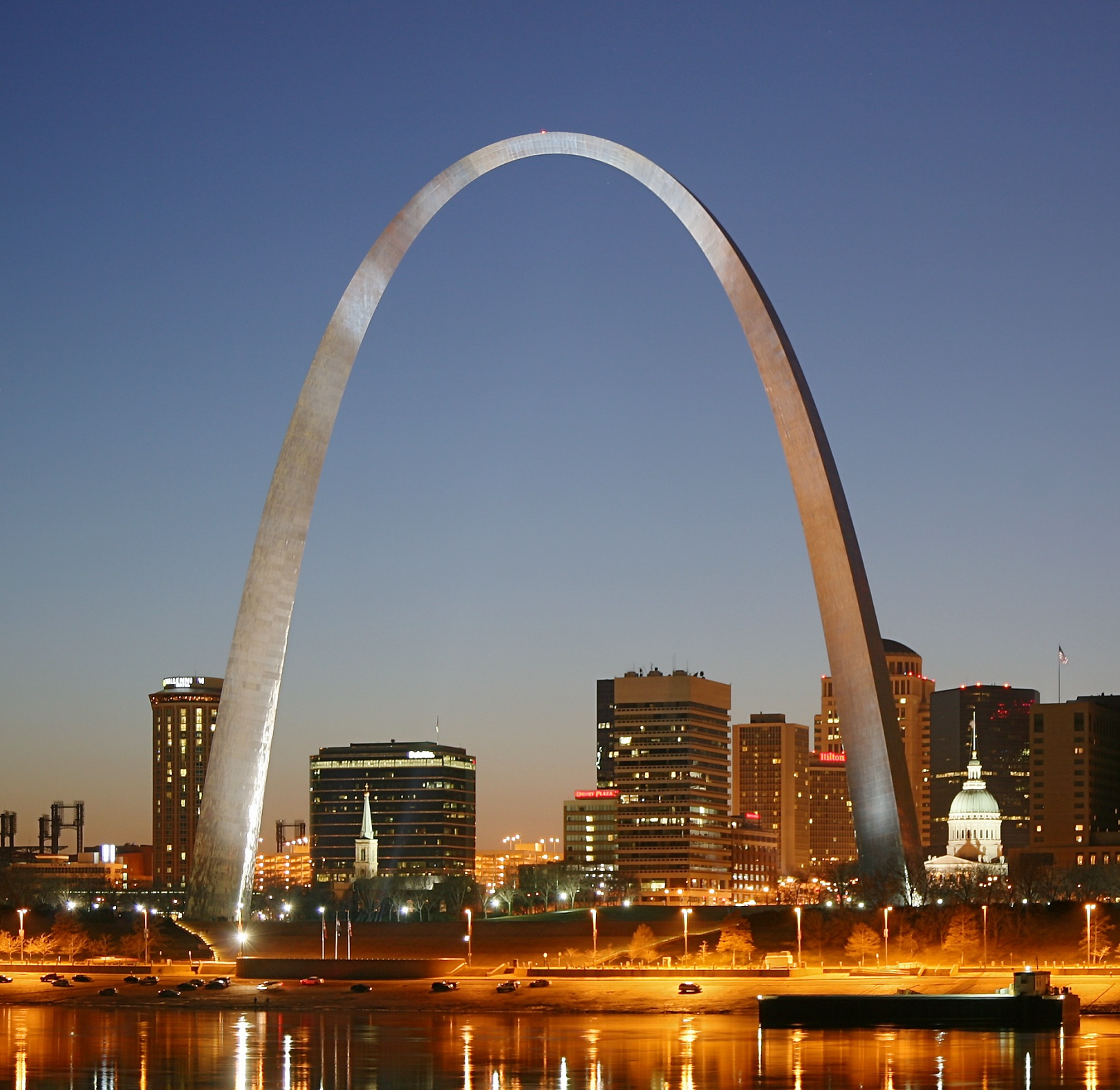
Gateway Arch, Saint-Louis, Missouri, USA

La Catène offre des éléments de continuité avec son environnement : l'utilisation de containers est évidemment une référence au port du Havre, premier port de France pour le trafic de conteneurs. Le principe de la chaînette est directement repris des principes de l'architecte Antoni Gaudi. La Catène fait partie d'une série, les « arches caténaires » sont probablement les œuvres les plus emblématiques de Vincent Ganivet. Elles sont constituées de parpaings empilés en arcs, sans aucun liant, reposant uniquement sur l'équilibre naturel de la structure. Ces arcs jouent avec la tension et la gravité. Leur apparence légère contraste avec le poids des matériaux utilisés. Une de ces installations remarquables est visible au Palais de Tokyo à Paris, où Vincent Ganivet a érigé des arches dans l’espace extérieur, attirant l’attention pour leur équilibre fragile et monumental.

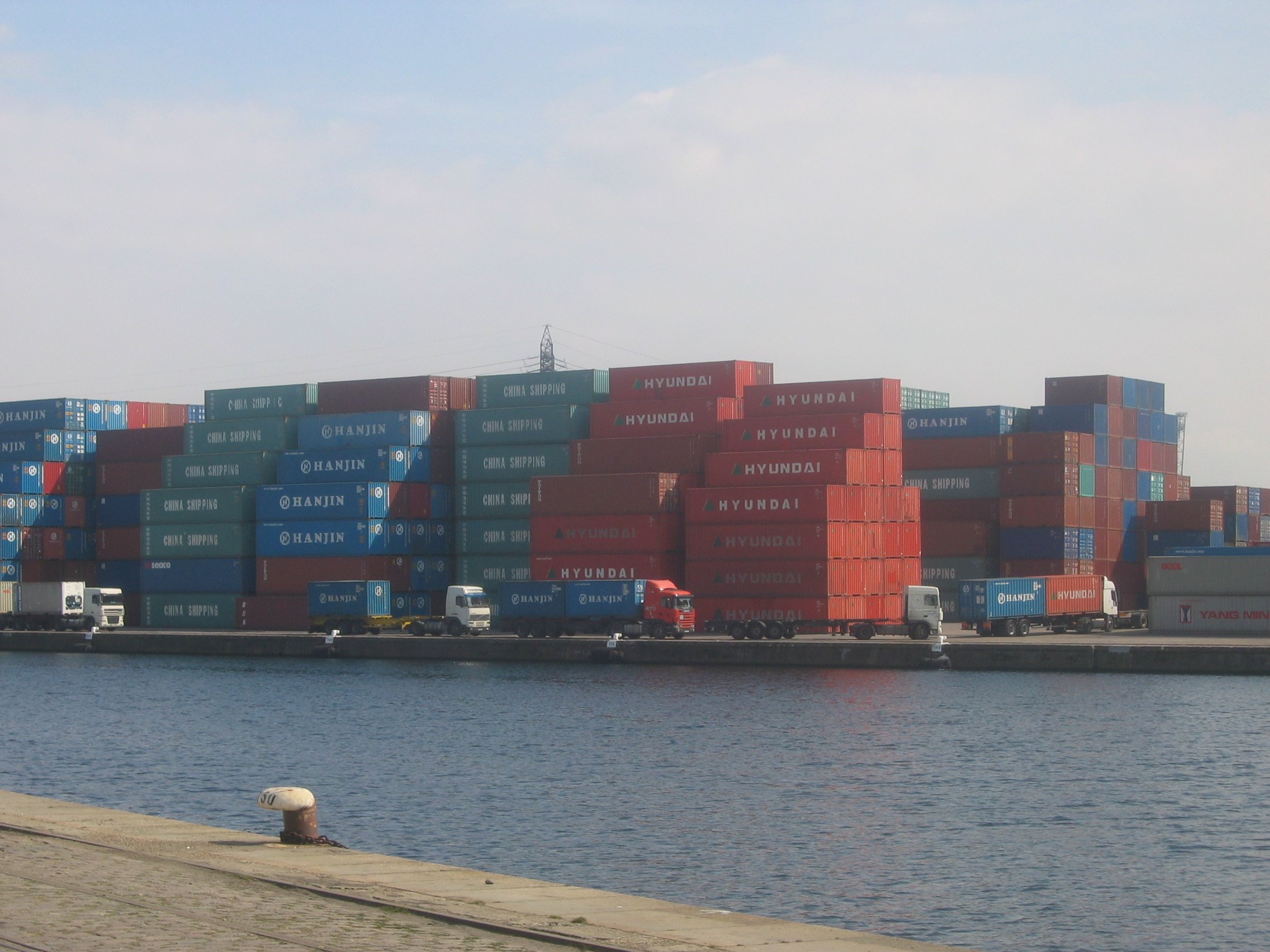
Conteneurs sur le bassin Vétillart, vus du quai de la Gironde, Port du Havre.

Au Havre, l'architecture utilise les conteneurs comme modules d'habitations, dans les quartiers sud de la ville. Construite sur une friche portuaire, la résidence universitaire faite de conteneurs assemblés, et démontables à l'avenir, a été inaugurée le 30 août 2010 sous le nom de « Résidence A Docks ». Elle constituait alors une première en ce qu'il s'agit d'habitat collectif répondant aux normes françaises de construction. Cette Cité U comprend 98 logements de 25 m2 environ.
David Mach ou bien Erwin Wurm sont des artistes contemporains qui ont employé et détourné des conteneurs pour créer des œuvres d'art. Dans une installation intitulée Dismaland (2015), Banksy a intégré des conteneurs pour créer l’entrée de son parc d’attractions dystopique. Les conteneurs évoquent le commerce, la mondialisation, les voyages, la modernité. Alors que les conteneurs sont des caisses standardisées et utilitaires, empilées les unes sur les autres, Vincent Ganivet en fait une sculpture monumentale mais aussi légère et dynamique.
L'œuvre de Vincent Ganivet rappelle d'autres arches, telles que celle de la ville de Saint-Louis aux États-Unis : la Gateway Arch (1965) est beaucoup plus haute (192 mètres) et constitue le plus grand mémorial aux États-Unis et le plus grand monument en acier inoxydable dans le monde. Sa forme décrit exactement la courbe dessinée par une chaînette renversée. L'arche est creuse pour y loger un système de tramway unique qui emmène les visiteurs du sol à une zone et terrasse d'observation au sommet.
La Catène est également en rupture avec le lieu où elle est placée : les couleurs vives s'opposent aux nuances grises des immeubles du quartier. Alors que la sculpture est toute en courbes, l'architecture d'Auguste Perret se déploie en suivant des lignes droites, horizontales et verticales. Par sa hauteur, elle dépasse les barres d'immeubles du quartier.